# وكاري أصلع
الوِكَارِي الأصلع (الاسم العلمي: Cacajao calvus) هو نوع من الحيوانات يتبع جنس جنس الوِكَارِي من الفصيلة السعادين الساكية.